# Uomini di legge
Uomini di legge (Storefront Lawyers), conosciuta anche come Dalla parte del più debole, è una serie televisiva statunitense in 23 episodi trasmessi per la prima volta nel corso di una sola stagione dal 1970 al 1971.

## Trama
David Hansen è un importante avvocato che si stanca del suo noto e costoso studio legale di Los Angeles e lascia il suo lavoro per fondare unìagenzia no-profit chiamata Neighborhood Legal Services, con sede a Century City, in California, che assiste legalmente le persone povere e bisognose. I suoi soci sono Deborah Sullivan e Gabriel Kay. Robert è uno studente di legge che lavora per loro come impiegato.
Dopo 13 episodi, il format cambia: il titolo diviene Men at Law e  Hansen, Sullivan e Kay vanno a lavorare nello studio di Devlin McNeil.

## Episodi
| Stagione       | Episodi | Prima TV USA |
| -------------- | ------- | ------------ |
| Prima stagione | 23      | 1970-1971    |

## Personaggi e interpreti
- David Hansen (23 episodi, 1970-1971), interpretato da	Robert Foxworth.
- Deborah Sullivan (23 episodi, 1970-1971), interpretata da	Sheila Larken.
- Gabriel Kaye (3 episodi, 1970-1971), interpretato da	David Arkin.
- Thatcher (3 episodi, 1970-1971), interpretato da	Gerald S. O'Loughlin.
- Harris (2 episodi, 1970-1971), interpretato da	Ramon Bieri.
- Austin Troy (2 episodi, 1970), interpretato da	Lloyd Gough.
- giudice Gaunt (2 episodi, 1970), interpretato da	Bill Quinn.
- giudice (2 episodi, 1970), interpretato da	Bill Zuckert.
- procuratore (2 episodi, 1971), interpretato da	John S. Ragin.
- giudice Carp (2 episodi, 1971), interpretato da	Ford Rainey.

## Produzione
La serie è stata prodotta da Columbia Broadcasting System, Leonard Freeman Enterprises Productions e National General Corporation. Tra i registi della serie sono accreditati: Lee H. Katzin (1 episodio, 1970), Marvin J. Chomsky.

## Distribuzione
La serie è stata trasmessa negli Stati Uniti dal 1970 al 1971 sulla rete televisiva CBS. In Italia è stata trasmessa con il titolo Uomini di legge.
La serie è conosciuta anche con i titoli: Uomini di legge o Dalla parte del più debole (Italia), Das Wort hat die Verteidigung (Germania Ovest), Defensores públicos (Spagna), Maksuttomat (Finlandia).